# Walkerella microcarpae
Walkerella microcarpae är en stekelart som beskrevs av Boucek 1993. Walkerella microcarpae ingår i släktet Walkerella och familjen fikonsteklar.
Artens utbredningsområde är Bermuda. Inga underarter finns listade i Catalogue of Life.